# Battles (groupe)
Pour les articles homonymes, voir Battles.
Battles est un groupe de rock expérimental américain, originaire de New York. Il est constitué de Ian Williams (ex-Don Caballero) à la guitare et aux claviers, et de John Stanier (ex membre de Helmet et de Tomahawk) à la batterie.

## Biographie

### Mirrored(2007–2010)

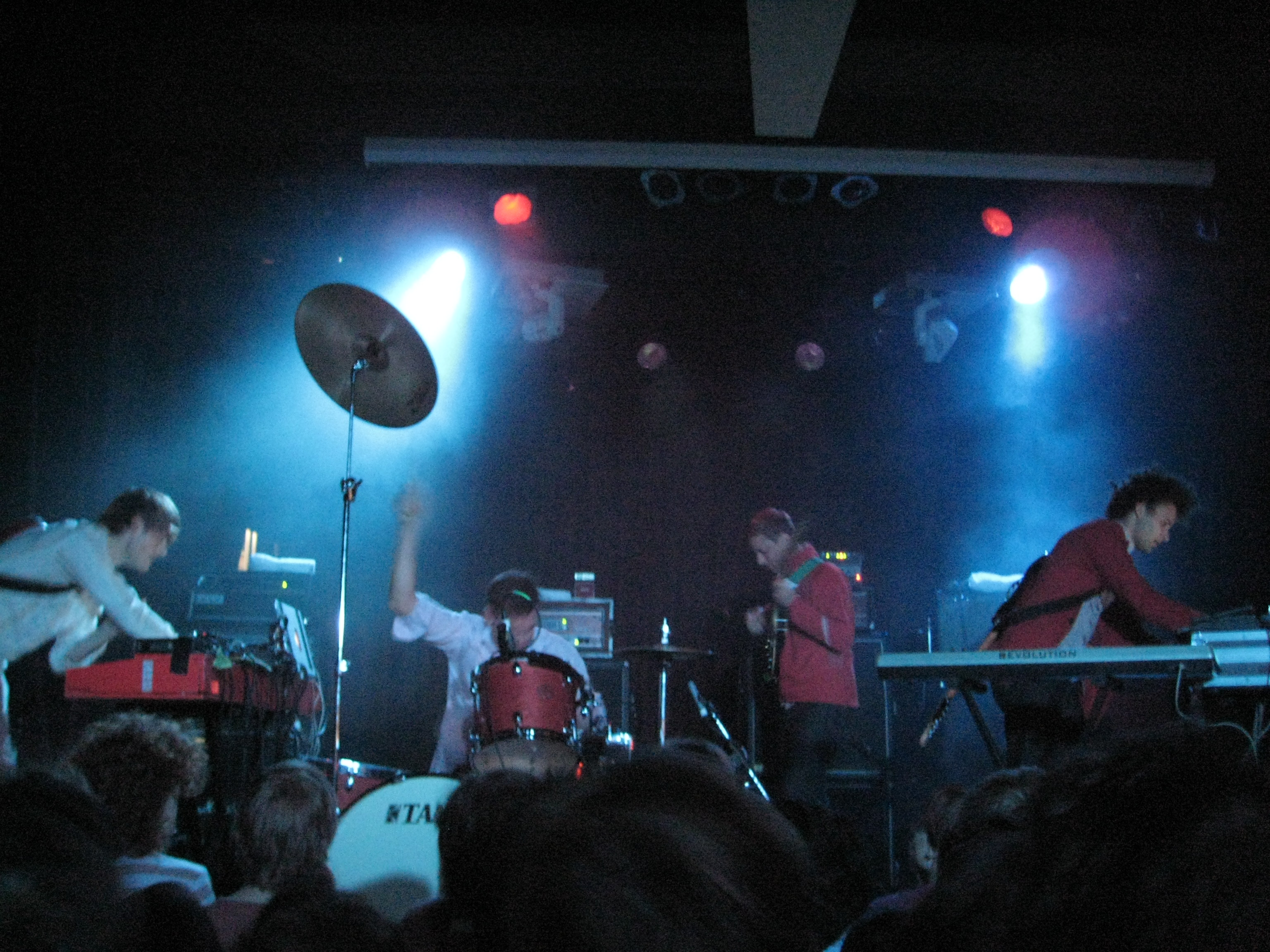
Battles en concert à Sydney, en 2007.

Leur premier album, Mirrored, enregistré par Keith Souza au Machines with Magnets, est publié le 14 mai 2007. Il est bien accueilli par la presse.
Le premier single extrait de l'album, Atlas, est publié le 21 février 2007 en streaming audio, et en streaming vidéo publié le 28 février 2007.
Il est élu « meilleur single de la semaine » par le magazine NME et est bien accueilli par le magazine britannique Clash Magazine.
Atlas est inclus dans la bande son du jeu vidéo LittleBigPlanet sur PlayStation 3. La vidéo du clip Atlas apparait aussi dans les Warp Films montré au festival du film à Clermont-Ferrand, en France. Battles sort un clip en streaming du morceau Tonto ; le single sort à la fin de 2007. Battles est pour la première fois en tête de couverture dans l'édition d'avril 2007 du Skinny Magazine pour le making-of de Mirrored. Un nouveau morceau, Sweetie and Shag, est joué à Dublin le 10 décembre 2009. Les morceaux Leyendecker et Bad Trails sont inclus dans l'épisode 7 de la quatrième saison de l'émission américaine Skins. Le morceau The Line est inclus dans la bande son du film Twilight, chapitre III : Hésitation.
En août 2010, Battles annonce le départ de Tyondai Braxton ; Braxton a indiqué qu'il ne souhaite plus jouer en tournée, alors que Battles avait déjà prévu des dates pour l'année suivante.

### Gloss Drop(2011–2013)
Le deuxième album de Battles, Gloss Drop, est publié le 6 juin 2011 et fait participer Gary Numan, Kazu Makino, et Yamantaka Eye. Le groupe annonce une tournée en son soutien,. En décembre 2011, le groupe participe à l'édition Nightmare Before Christmas du All Tomorrow's Parties de Minehead, en Angleterre, avec Les Savy Fav et Caribou.
Entre février et avril 2012, une série de quatre EP vinyles est publiée, intitulée Dross Glop 1 en 4, qui comprend des remixes dance de tous les morceaux issus de Gloss Drop de divers artistes, comme Gui Boratto, Kode9 et Hudson Mohawke. Une compilation qui comprend 11 remixes est publiée le 16 avril 2012. En août 2012, le jeu vidéo multi-plateformes Sleeping Dogs est publié par Square Enix et comprend le morceau Futura sur la chaine de radio fictive Warp Radio.
En septembre 2012, Ice Cream est utilisé pour la publicité du jeu vidéo FIFA 12. La publicité fait participer Seth Meyers, le joueur de basketball professionnel Steve Nash, et Hope Solo.

### La Di Da Di(depuis 2014)
En 2014, Battles annonce sur Facebook son troisième album. Le 15 juillet 2015, le groupe annonce le titre de leur nouvel album, La Di Da Di et sa sortie pour le 18 septembre 2015.
Le 4 août, le groupe sort une session session sur Warp Records comprenant quatre chansons jouées à New York, Summer Simmer, Tyne Wear, Dot Com, et The Yabba, ce dernier ayant un clip publié le 9 septembre. Le stream ne durait que 24 heures et en boucle. Ils sortent un autre morceau, FF Bada, sur Soundcloud le 2 septembre 2015.

## Style et influences
Battles peut être classé dans le style math rock, Ian Williams étant issu de Don Caballero, un des groupes fondateurs du genre. Par ailleurs, l'ascendance du courant IDM / breakbeat (Aphex Twin, Squarepusher...) sur le groupe est évident, comme l'atteste la présence d'un membre parallèle de Prefuse 73 aux claviers et leur signature sur le prestigieux et exigeant label Warp. Mais les références de Battles ne s'arrêtent pas là.
On pourrait citer aussi bien Pinback pour la gestion des harmonies entre basse et guitares ; Do Make Say Think pour le goût d'un post-rock tendant volontiers vers des structures plus jazz ; Gong et Bogdan Raczynski pour l'utilisation de voix déformées, aiguës, infantiles ; Mr. Bungle pour la violence de la batterie et les clins d'œil potaches aux bandes originales de films et aux génériques de dessins animés; Steve Reich et Terry Riley enfin pour la construction des morceaux et leur déroulement, qui laissent la part belle aux enchevêtrements de boucles « mathématiques » de guitares.
Une compilation des deux premiers EP du groupe est sortie sous le titre EP C / B EP en 2006. En août 2010, Battles annonce le départ de Tyondai Braxton. Ce dernier préférant se consacrer davantage à un projet personnel. Battles achève cependant son troisième album studio intitulé Gloss Drop sorti le 6 juin 2011.

## Discographie

### EP et singles
- 2004 : Tras
- 2004 : EP C
- 2004 : B EP
- 2007 : Atlas
- 2007 : Tonto+